# Johann Nepomuk Huber
Johann Nepomuk Huber (18 de agosto de 1830 - 20 de marzo de 1879), filósofo y escritor teólogo, nacido en Múnich, Alemania, fue líder de la Iglesia católica antigua.
Originalmente destinado al sacerdocio, comenzó pronto sus estudios de teología. Sin embargo, a través de las escrituras de Spinoza y Oken, se vio fuertemente atraído hacia actividades filosóficas. Hasta el punto que fue lo que estudió, en 1854, en la universidad de su ciudad de origen. Allí se acabaría convirtiendo en profesor extraordinarious en 1859 y profesor ordinarius en 1864. Con Döllinger y otros atrajo una gran cantidad de atención pública en 1869 por el desafío a los promotores del Ultramontanismo del Concilio Vaticano I en el tratado Der Papst and das Koncil, que apareció bajo el seudónimo de Janus. También en 1870 por una serie de cartas (Romische Briefe, una redacción de informes secretos enviados desde Roma durante la sesión del consejo), que fueron publicados con el seudónimo de Quirinus en el Allgemeine Zeitung. Murió inesperadamente a causa de una enfermedad cardiaca en Múnich, el 20 de marzo de 1879.

## Obra
- El tratado Über die Willensfreiheit (1858).
- El tratado Die Philosophie der Kirchenväter (1859).[1]
- Johannes Scotus Erigena (1861).
- Die Idee der Unsterblichkeit (1864).
- Studien (1867).
- Der Proletarier.
- Zur Orientirung in der sozialen Frage (1865).
- Der Jesuitenorden nach seiner Verfassung und Doctrin, Wirksamkeit und Geschichte (1873).[2]
- Der Pessimismus (1876).
- Die Forschung nach der Materie (1877).
- Zur Philosophie der Astronomie (1878).
- Das Gedächtnis (1878).

Huber también publicó críticas adversas de Charles Darwin, David Strauss, Hartmann y Hackel, panfletos en el Des Papsttum und der Staat (1870) y Die Freiheiten der französischen Kirche (1871) y un volumen del Kleine Schriften (1871).